# Universíada de Inverno de 2009
A XXIV Universíada de Inverno foi realizada em Harbin, China entre 18 e 28 de fevereiro de 2009. As cerimônias de abertura e encerramento foram realizadas no ginásio do Centro Internacional de Conferências e Exibições de Harbin (CICE).

## Modalidades

### Obrigatórias
As modalidades obrigatórias são determinadas pela Federação Internacional do Esporte Universitário (FISU) e, salvo alteração feita na Assembléia Geral da FISU, valem para todas as Universíadas de Inverno.
| - Biatlo (9) - Combinado nórdico (3) - Curling (2) - Esqui alpino (10) - Esqui cross-country (10) | - Hóquei no gelo (2) - Patinação artística (5) - Patinação de velocidade em pista curta (10) - Salto de esqui (4) - Snowboard (7)* |

- Seriam 82 eventos,mas por falta de atletas inscritos um evento do snowboarding foi cancelado.

O torneio feminino de Hóquei no Gelo passou a ser compulsorio a partir dessa edição.

### Opcionais
As modalidades opcionais são determinadas pela Federação Nacional de Esportes Universitários (National University Sports Federation - NUSF) do país organizador e devem ser de, no mínimo, um esporte e no máximo dois. O comitê organizador de Harbin escolheu as duas disponíveis no regulamento da FISU:
- Esqui estilo livre (5)
- Patinação de velocidade (14)

## Locais de eventos
Esses são os locais de eventos e as modalidades disputadas em cada local:
- Resort de esqui Yabuli: combinado nórdico, esqui alpino, esqui cross-country, esqui estilo livre e salto de esqui
- Resort de esqui Montanha Maoer: biatlo e snowboard
- Ginásio de patinação de velocidade da província de Heilongjiang: patinação de velocidade
- Ginásio do Centro Internacional de Conferências e Exibições de Harbin:Cerimônias, patinação artística e patinação de velocidade
- Ginásios de patinação do Instituto de Educação Física e da Universidade de Ciência e Tecnologia: hóquei no gelo
- Ginásio de patinação Tianrun: curling

## Calendário
As caixas em azul representam uma competição ou um evento qualificatório de determinada data. As caixas em amarelo representam um dia de competição valendo medalha. Cada ponto dentro das caixas representa uma disputa de medalha de ouro.
| ● | Cerimônia de abertura |  | Treino não oficial |  | Treino oficial |  | Competições | ● | Finais de competições | ● | Cerimônia de encerramento |

| Fevereiro                              | 17 | 18 | 19 | 20 | 21 | 22 | 23 | 24 | 25 | 26 | 27 | 28 | T  |
| -------------------------------------- | -- | -- | -- | -- | -- | -- | -- | -- | -- | -- | -- | -- | -- |
| Cerimônias                             |    | ●  |    |    |    |    |    |    |    |    |    | ●  |    |
| Biatlo                                 |    |    |    |    | ●  |    |    | ●  | ●  |    | ●  | ●  | 9  |
| Combinado nórdico                      |    |    |    | ●  |    |    | ●  | ●  |    |    |    |    | 3  |
| Curling                                |    |    |    |    |    |    |    |    |    |    | ●  |    | 2  |
| Esqui alpino                           |    |    |    | ●  |    |    | ●  | ●  | ●  | ●  | ●  |    | 10 |
| Esqui cross-country                    |    |    |    | ●  | ●  |    | ●  |    | ●  |    | ●  | ●  | 10 |
| Esqui estilo livre                     |    |    |    | ●  |    | ●  | ●  | ●  |    |    |    |    | 5  |
| Hóquei no gelo                         |    |    |    |    |    |    |    |    |    |    | ●  | ●  | 2  |
| Patinação artística                    |    |    |    |    |    | ●  | ●  | ●  |    |    |    |    | 5  |
| Patinação de velocidade                |    |    | ●  | ●  | ●  | ●  |    | ●  | ●  | ●  |    |    | 14 |
| Patinação de velocidade em pista curta |    |    | ●  | ●  |    | ●  | ●  |    |    |    |    |    | 10 |
| Salto de esqui                         |    |    |    |    | ●  |    | ●  |    | ●  |    |    |    | 4  |
| Snowboard                              |    |    |    |    | ●  |    | ●  |    | ●  |    | ●  |    | 7  |
| Finais                                 |    |    | 4  | 13 | 8  | 7  | 14 | 9  | 10 | 3  | 9  | 4  | 81 |

## Países participantes

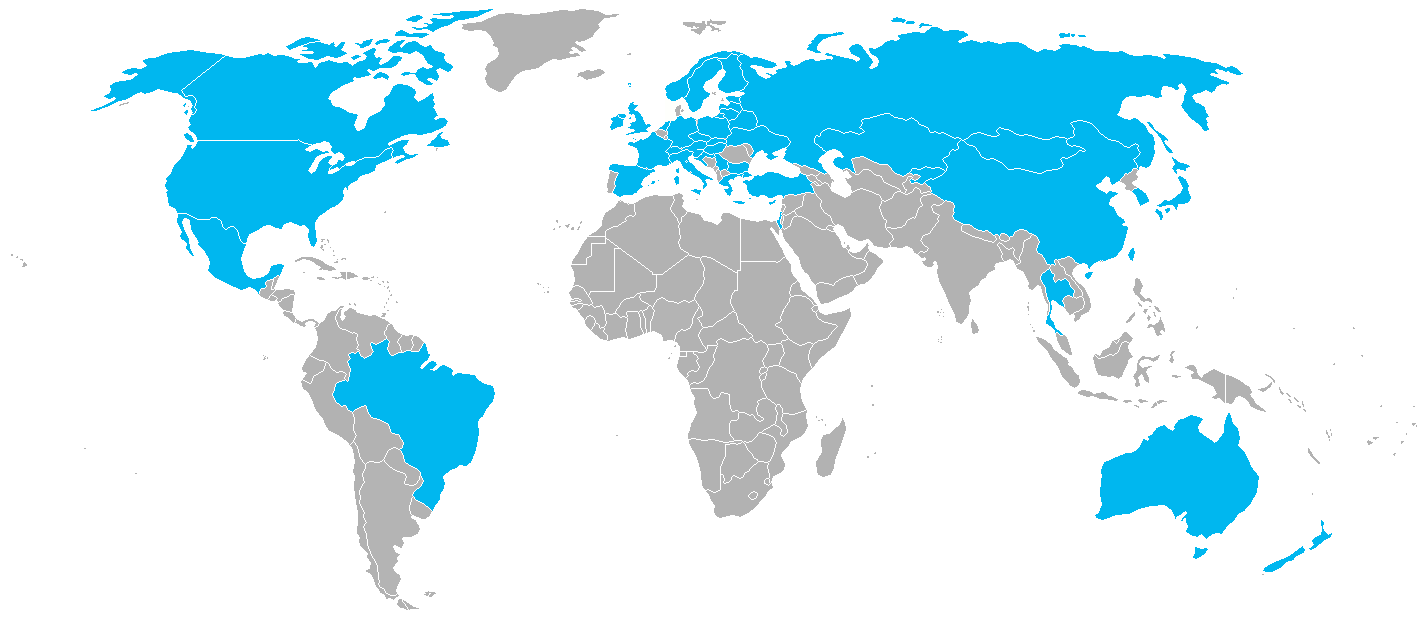
Países participantes desta edição.

Participaram desta edição da Universíada 45 países incluindo os atletas, treinadores, juízes e árbitros.
Abaixo estão listadas todas os países participantes. Os números entre parênteses indicam o número de atletas da delegação de cada país. As maiores delegações foram as da China (país anfitrião com 199 atletas), da Rússia (178 atletas) e Japão (137 atletas). As menores, com apenas um atleta, foram as do Brasil, Lituânia, México e Tailândia.
| \| - GER Alemanha (31) - AUS Austrália (6) - AUT Áustria (26) - BLR Bielorrússia (34) - BRA Brasil (1) - BUL Bulgária (2) - CAN Canadá (91) - KAZ Cazaquistão (45) - CHN China (199) - KOR Coreia do Sul (91) - CRO Croácia (5) \| - SVK Eslováquia (56) - SLO Eslovênia (20) - ESP Espanha (6) - USA Estados Unidos (55) - EST Estônia (12) - FIN Finlândia (58) - FRA França (35) - GBR Grã-Bretanha (76) - GRE Grécia (8) - HUN Hungria (7) - ISR Israel (3) \| - ITA Itália (33) - JPN Japão (137) - LAT Letônia (6) - LIB Líbano (2) - LTU Lituânia (1) - MEX México (1) - MGL Mongólia (9) - NOR Noruega (4) - NZL Nova Zelândia (11) - NED Países Baixos (12) - POL Polônia (79) \| - KGZ Quirguistão (3) - CZE Chéquia (73) - RUS Rússia (178) - SMR San Marino (4) - SRB Sérvia (6) - SWE Suécia (43) - SUI Suíça (61) - THA Tailândia (1) - TPE Taipé Chinês (8) - TUR Turquia (23) - UKR Ucrânia (73) \| | | | |
| - GER Alemanha (31) - AUS Austrália (6) - AUT Áustria (26) - BLR Bielorrússia (34) - BRA Brasil (1) - BUL Bulgária (2) - CAN Canadá (91) - KAZ Cazaquistão (45) - CHN China (199) - KOR Coreia do Sul (91) - CRO Croácia (5) | - SVK Eslováquia (56) - SLO Eslovênia (20) - ESP Espanha (6) - USA Estados Unidos (55) - EST Estônia (12) - FIN Finlândia (58) - FRA França (35) - GBR Grã-Bretanha (76) - GRE Grécia (8) - HUN Hungria (7) - ISR Israel (3) | - ITA Itália (33) - JPN Japão (137) - LAT Letônia (6) - LIB Líbano (2) - LTU Lituânia (1) - MEX México (1) - MGL Mongólia (9) - NOR Noruega (4) - NZL Nova Zelândia (11) - NED Países Baixos (12) - POL Polônia (79) | - KGZ Quirguistão (3) - CZE Chéquia (73) - RUS Rússia (178) - SMR San Marino (4) - SRB Sérvia (6) - SWE Suécia (43) - SUI Suíça (61) - THA Tailândia (1) - TPE Taipé Chinês (8) - TUR Turquia (23) - UKR Ucrânia (73) |

## Quadro de medalhas
O Quadro de medalhas é uma lista que classifica as Federações Nacionais de Esportes Universitários (NUSF) de acordo com o número de medalhas conquistadas. Serão disputadas 81 finais em 12 modalidades.
A 1ª medalha de ouro foi conquistada pela atleta coreana Sang Hwa Lee no evento de 500 metros da patinação de velocidade com o tempo de 76 segundos e 36 centésimos, apenas 53 centésimos à frente da atleta chinesa Yu Jing e 94 centésimos à frente da também chinesa Zhang Shuang.
| Ordem                                     | País              | Medalha de ouro | Medalha de prata | Medalha de bronze |    |
| ----------------------------------------- | ----------------- | --------------- | ---------------- | ----------------- | -- |
| 1                                         | CHN China         | 18              | 18               | 12                | 48 |
| 2                                         | RUS Rússia        | 18              | 14               | 19                | 51 |
| 3                                         | KOR Coreia do Sul | 12              | 7                | 9                 | 28 |
| 4                                         | JPN Japão         | 9               | 8                | 3                 | 20 |
| 5                                         | SUI Suíça         | 7               | 3                | 4                 | 14 |
| 6                                         | AUT Áustria       | 4               | 3                | 2                 | 9  |
| 7                                         | FRA França        | 2               | 6                | 5                 | 13 |
| 8                                         | POL Polônia       | 2               | 4                | 8                 | 14 |
| 9                                         | NED Países Baixos | 2               | 1                | 1                 | 4  |
| 10                                        | SWE Suécia        | 2               |                  |                   | 2  |
| Nenhum país lusófono conquistou medalhas. |                   |                 |                  |                   |    |